# Sal àcida

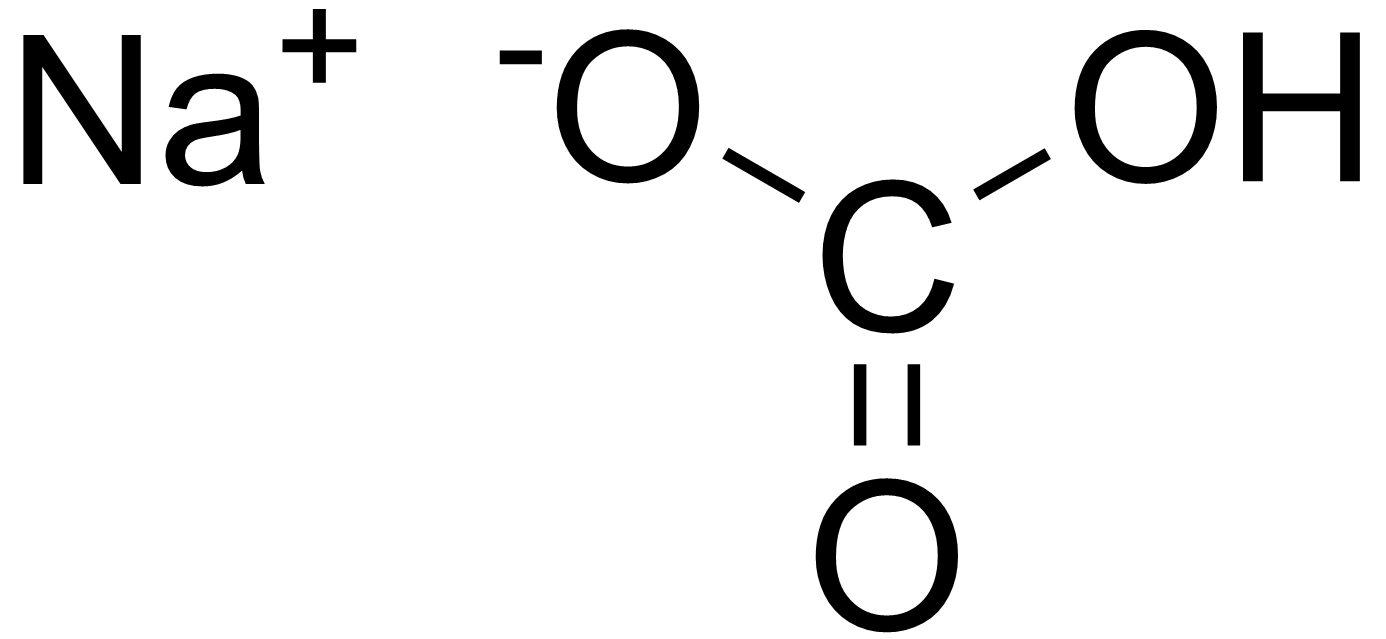
Estructura de l'hidrogencarbonat de sodi

Sal àcida és un terme utilitzat per a una classe de sals formades per la neutralització d'àcids polipròtics o dipròtics. Com que l'àcid parental només queda parcialment neutralitzat, un o més àtoms d'hidrogen substituïbles roman. Les sals àcides típiques tenen un o més ions de metalls alcalins com també un o més àtoms d'hidrogen. Exemples ben coneguts de sals àcides són l'hidrogencarbonat de sodi (NaHCO₃), hidrogensulfur de sodi (NaHS), hidrogensulfat de sodi (NaHSO₄), dihidrogenfosfat de sodi (NaH₂PO₄) i el hidrogenfosfat de sodi (Na₂HPO₄). Sovint les sals àcides es fan servir com solucions estabilitzadores del pH (Buffers).
Els compostos que són sals àcides poden actuar ja sia com un àcid o com una base química. Afegint un àcid fort hi pot haver protonació i desprotonació (alliberament de H+) si s'afegeix una base.

## Ús en aliments
Algunes sals àcides es fan servir en les fleques com a llevat això inclou la crema de tàrtar, el fosfat de calci i els citrats. Algunes sals àcides es troben en cremes de cafè no làcties.